# Robert Forster (marino)
Robert Forster fue un marino inglés que sirvió en las guerras de independencia de Chile y Perú a inicios del siglo XIX.
Tras llegar a ser comandante de la Royal Navy, en 1818 parte a Buenos Aires, llegando finalmente a Chile, donde recibe el rango de capitán de fragata el 28 de septiembre de ese año. Participa como corsario en el asalto a la isla San Lorenzo el 2 de marzo de 1819 y de Paita entre el 13 y el 18 de abril. El 31 de mayo es nombrado capitán de navío y en septiembre se hace comandante de la corbeta Independencia. Posiblemente participó en la toma de Valdivia. Vuelve a Valparaíso el 29 de febrero de 1820. Con otros oficiales renuncia al barco el 13 de julio en solidaridad con Lord Cochrane, quien estaba siendo apartado del mando de la flota chilena. Se había casado en julio del año anterior con Jane Cochrane, hermana del Lord (sólo tuvieron una hija en marzo de 1820, de la que Bernardo O'Higgins y José de San Martín fueron los padrinos, pero murió en febrero de 1821). Es licenciado el 15 de octubre de 1821 pero rápidamente vuelve a la vida militar, esta vez como comandante de la expedición enviada contra Chiloé el 22 de diciembre de 1822. Llega a ser comandante en comisión de la fragata Lautaro y jefe de la escuadra exactamente un año después. Capitán de fragata el 22 de julio de 1824 y mayor general el 8 de noviembre. Nuevamente capitán de navío el 2 de noviembre de 1825 y finalmente el 1 de noviembre de 1831 queda a cargo del puerto de Coquimbo.